# Lysipomia muscoides
Lysipomia muscoides är en klockväxtart som beskrevs av Joseph Dalton Hooker. Lysipomia muscoides ingår i släktet Lysipomia och familjen klockväxter.

## Underarter
Arten delas in i följande underarter:
- L. m. delicatula
- L. m. muscoides
- L. m. simulans